# Картер, Маршалл
Маршалл Сильвестр Картер (англ. Marshall Sylvester Carter; 1909—1993) — американский военный деятель, генерал-лейтенант, директор Агентства национальной безопасности США (1965—1969).

## Биография
Родился в 1909 в Виргинии, сын бригадного генерала Клифтона Картера. Окончил Военную академию США в 1931, в 1936 получил учёную степень магистра в Массачусетском технологическом институте. Во время Второй мировой войны служил в логистическом отделе штаба армии США и заместителем начальника штаба группы операций в Китае.
С 1946 служил в качестве помощника генерала Д.Маршалла во время пребывания последнего в должностях начальника штаба сухопутных войск США, Государственного секретаря США и министра обороны США.
В звании генерал-лейтенанта с апреля 1962 по апрель 1965 находился в должности заместителя Директора Центральной разведки США. С 1965 по 1969 возглавлял Агентство национальной безопасности. После ухода в отставку с военной службы до 1985 был президентом Исследовательского фонда Д. Маршалла.
Умер в 1993, похоронен на Арлингтонском национальном кладбище.
Имя Маршалла Картера увековечено в Зале славы военной разведки США. В фильме «Тринадцать дней» (2000), посвященном событиям Карибского кризиса, его роль исполнил актёр Эд Лотер.